# رفائيل كانسينوس أسينس
رفائيل كانسينوس أسينس (بالإسبانية: Rafael Cansinos Assens)‏ ـ (إشبيلية، 24 نوفمبر 1882 ـ مدريد، 6 يوليو 1964) هو شاعر وكاتب مقال وناقد أدبي ومترجم إسباني ينتمي إلى جيل 1914.
ولد كانسينوس في إشبيلية، وكان يجيد لغات عديدة. ترجم ألف ليلة وليلة إلى الإسبانية، كما ترجم أعمال دوستويفسكي وغوته وشكسبير.
عدّه خورخي لويس بورخيس ـ في محاضرة ألقاها بجامعة هارفارد سنة 1967 ـ واحدًا من أساتذته، مبديًا دهشته من انزوائه إلى زاوية النسيان.

## من مؤلفاته

### مقالات
- الشمعدان ذو الأذرع السبع: مزامير (بالإسبانية: El candelabro de los siete brazos (Psalmos))‏ـ 1914.
- إسبانيا واليهود الإسبان (بالإسبانية: España y los judíos españoles)‏ ـ 1920.
- سالومي في الأدب (بالإسبانية: Salomé en la literatura)‏ ـ 1920.
- القيم الإيروتيكية في الأديان: من إيروس إلى المسيح (بالإسبانية: Los valores eróticos en las religiones: De Eros a Cristo)‏ ـ 1925.
- القيم الإيروتيكية في الأديان: الحب في نشيد الأنشاد (بالإسبانية: Los valores eróticos en las religiones: El amor en el Cantar de los Cantares)‏ ـ 1930.
- اليهود في الأدب الإسباني (بالإسبانية: Los judíos en la literatura española)‏ ـ 1937.
- محمد والقرآن (بالإسبانية: Mahoma y el Korán)‏ ـ 1954.

### مختارات
- مختارات من الشعراء الفرس (بالإسبانية: Antología de poetas persas)‏ ـ طبعة حديثة سنة 2006.
- جماليات التلمود (بالإسبانية: Bellezas del Talmud)‏ ـ 1919.

### روايات
- الجميلة (بالإسبانية: La encantadora)‏ ـ 1916.
- المعجزة الأبدية (بالإسبانية: El eterno milagro)‏ ـ 1918.
- في الأرض المزهرة (بالإسبانية: En la tierra florida)‏ ـ 1920.
- الآنسة بيرسيفوني (بالإسبانية: La señorita Perséfone)‏ ـ 1923.
- مصابيح الهانوكا (بالإسبانية: Las luminarias de Hanukah)‏ ـ 1924.
- بوهيميا (بالإسبانية: Bohemia)‏ ـ نُشرت بعد وفاة المؤلف (2002).